# Мирормонт (Вашингтон)
Мирормонт (енгл. Mirrormont) насељено је место без административног статуса у америчкој савезној држави Вашингтон.

## Демографија
По попису из 2010. године број становника је 3.659, што је 145 (-3,8%) становника мање него 2000. године.
| Група             | 2000.         | 2010.         |
| Белци             | 3.536 (93,0%) | 3.342 (91,3%) |
| Афроамериканци    | 17 (0,4%)     | 22 (0,6%)     |
| Азијати           | 52 (1,4%)     | 95 (2,6%)     |
| Хиспаноамериканци | 64 (1,7%)     | 83 (2,3%)     |
| Укупно            | 3.804         | 3.659         |